# Константин Манасий
Константин Манасий (на гръцки: Κωνσταντίνος Μανασσής) е византийски писател и духовник живял през XII век. Автор е на известната Манасиева летопис, която започва със сътворението на света и завършва с времето на възцаряване на император Алексий I Комнин.

## Биография
Данните за живота на Константин Манасий са твърде оскъдни. Вероятно е роден в първата половина на XII век. Умира през 1187 година като митрополит на град Навпакт.

## Творчество
Константин Манасий е автор на голям брой поетични и прозаични произведения.
- Манасиева летопис (Σύνοψις-Χρονική)
- Девет книги за любовта на Аристандър и Калитея – недостигнал до нас роман